# 眠狂四郎人肌蜘蛛
『眠狂四郎人肌蜘蛛』（ねむりきょうしろうひとはだぐも）は、1968年公開の日本映画。安田公義監督、市川雷蔵主演による時代劇、シリーズ11作。悪名高いイタリア貴族である、ボルジア家の一族からヒントを得たキャラクターを登場させている。

## あらすじ
母の墓参りのため甲府にやってきた眠狂四郎は、将軍・家斉の妾腹の子という土門家武と妹・紫の住む館に赴く。土門兄妹は将軍家の権力を笠に着て、村人たちを館に拉致監禁してきては殺戮の限りを尽くしていた。
薬師寺兵吾の身代わりに館に出向いた狂四郎は紫に誘惑され、蜘蛛手に危うく殺されそうになるが、館から脱出する。ところが、村に戻ると兵吾と村娘・はるの姿はなく、七蔵は死にかけていた。死の直前、七蔵は兵吾とはるの救出を狂四郎に託して息絶える。
狂四郎は土門兄妹に命を狙われ、毒殺されそうになる。薄れゆく意識の中で狂四郎は空を見上げ、「これが俺がこの世で最後に見る空か……」とつぶやく。
絶体絶命の狂四郎を救ったのは公儀目付役・都田一閑であった。狂四郎は都田に土門兄妹を始末してくれと頼まれるが、断る。
次に狂四郎に近寄ってきたのは須磨という女だった。須磨も土門兄妹の息のかかった女であったが、狂四郎に絆されて土門兄妹を裏切る。紫は兵吾の命を餌に狂四郎をおびき寄せる。迫りくる強敵を相手に狂四郎は必殺の剣技・円月殺法で返り討ちにする。
しかし、兵吾は両目を潰された上に狂四郎の目の前で殺されてしまう。狂四郎の冷たい怒りが爆発し、血に飢えた獣たちは一掃された。
館に閉じ込められていた村人たちも反旗を翻し、追い詰められた土門兄妹は猛火の中に消える。土門家を壊滅させた狂四郎は都田に消されそうになるが、都田はあえなく返り討ちにされる。
すべてが終わり、狂四郎は修羅場を後にするのだった。

## 配役
- 市川雷蔵 : 眠狂四郎
- 緑魔子 : 紫
- 三条魔子 : 須磨
- 寺田農 : 薬師寺兵吾
- 寺島雄作 : 七蔵
- 五味龍太郎 : 田付十郎次
- 三木本賀代 : 偽癩の女
- 小林直美 : はる
- 岸輝子 : 老女楓
- 松枝錦治 : 蜘珠手
- 伊達三郎 : 曽根門之助
- 木村玄 : 牢の中の男
- 川津祐介 : 土門家武
- 渡辺文雄 : 都田一閑

## 併映作品
- 『女賭博師鉄火場破り』 : 井上芳夫監督作品

## 市川雷蔵主演 眠狂四郎シリーズ
- 眠狂四郎殺法帖（1963年11月2日公開) 監督：田中徳三
- 眠狂四郎勝負（1964年1月9日公開）監督：三隅研次
- 眠狂四郎円月斬り（1964年5月23日公開）監督：安田公義
- 眠狂四郎女妖剣（1964年10月17日公開）監督：池広一夫
- 眠狂四郎炎情剣（1965年1月13日公開）監督：三隅研次
- 眠狂四郎魔性剣（1965年5月1日公開）監督：安田公義
- 眠狂四郎多情剣（1966年3月12日公開）監督：井上昭
- 眠狂四郎無頼剣（1966年11月9日公開）監督：三隅研次
- 眠狂四郎無頼控 魔性の肌（1967年7月15日公開）監督：池広一夫
- 眠狂四郎女地獄（1968年1月13日公開）監督：田中徳三
- 眠狂四郎人肌蜘蛛（1968年5月1日公開）監督：安田公義
- 眠狂四郎悪女狩り（1969年1月11日公開）監督：池広一夫